# Actress
Actress, pseudonimo di Darren J. Cunningham (Wolverhampton, 23 agosto 1979), è un disc jockey e musicista inglese.

## Carriera
Ha registrato per diverse etichette discografiche tra cui Ninja Tune, Honest Jon's Records e Werk Discs, una label da lui cofondata nel 2004. Il suo primo album Hazyville è uscito nel novembre 2008.
Nel 2011 ha collaborato nel disco Kinshasa One Two, legato al progetto congolese della DRC Music a cui hanno preso parte anche Damon Albarn, Dan the Automator e altri artisti.
Sempre nel 2011 ha partecipato alla compilation {UNCLASSIFIED} curata da Adult Swim.

## Discografia
- 2008 - Hazyville
- 2010 - Splazsh
- 2012 - R.I.P.
- 2014 - Ghettoville
- 2017 - AZD
- 2018 - LAGEOS
- 2020 - Karma & Desire
- 2024 - Statik